# Chaulhac
Chaulhac este o comună în departamentul Lozère din sudul Franței. În 2009 avea o populație de 68 de locuitori.

## Evoluția populației
| An        | 1975 | 1982 | 1990 | 1999 | 2006 | 2009 |
| --------- | ---- | ---- | ---- | ---- | ---- | ---- |
| Populație | 109  | 109  | 91   | 79   | 67   | 68   |

## Personalități născute aici
- Guy de Chauliac (c. 1300 - 1368), chirurg.